# 科西尤河
科西尤河是俄羅斯的河流，屬於烏薩河的左支流，由科密共和國負責管轄，河道全長259公里，流域面積14,800平方公里，河水主要來自雨水和融雪，每年十月至翌年五月結冰。